# 潮州轉運站
潮州轉運站是位於臺灣屏東縣潮州鎮的長途客運及市區客運的轉運設施，與台鐵潮州車站共構，由屏東客運、國光客運、高雄客運等公路客運、市區公車業者進駐本站。
此轉運站為屏東縣政府於2016年提出的6大轉運站之一，目的為將原先潮州車站站前各家客運業者分散各處的候車地點整合為一。轉運站於2018年11月日動土，於2019年5月22日啟用。

## 設施概要

### 轉運場站
於轉運站內設置客運月台6席。
客運候車月臺配置
| 月臺編號   | 使用業者 | 使用路線                       | 路線備註                                         |
| 第1月台    | 高雄客運 | 519、605、605A、606            | 屏東縣市區公車                                   |
| 第1月台    | 國光客運 | 1773、1780                     | 往 屏東、枋寮、恆春                              |
| 第2、3月台 | 屏東客運 | 607 8208~8213、8215、8237~8240 | 屏東縣市區公車 往 屏東、來義、東港、恆春、三地門 |
| 第4~6月台  | 台灣捷乘 | 707~710、733B、736、736A       | 貼心巴士(公車式小黃)                             |

### 公共自行車
屏東縣公共自行車租賃系統（YouBike2.0）：
- 潮州轉運站前停車場：20柱（中山八巷/六合路口(西北側)）
- 潮州車站：62柱（中山路191號對側）

## 行經路線詳細資料
| 路線編號 | 營運區間                     | 服務業者 | 備註                             |
| -------- | ---------------------------- | -------- | -------------------------------- |
| 519      | 東港轉運站－潮州轉運站       | 高雄客運 | 經南州火車站。                   |
| 605      | 潮州轉運站－水門轉運站       | 高雄客運 | 經金石咖啡休閒農場，例假日行駛。 |
| 605A     | 潮州轉運站－水門轉運站       | 高雄客運 | 經萬巒豬腳街，例假日行駛。       |
| 606      | 潮州轉運站－水門轉運站       | 高雄客運 | 經屏科大、龍泉。                 |
| 607      | 潮州轉運站－潮州鐵道文化園區 | 屏東客運 | 經潮州鎮公所、潮好玩幸福村。     |
| 707      | 潮州轉運站－中福宮           | 台灣捷乘 | 貼心巴士(小黃公車)：新開寮線。   |
| 708      | 潮州鎮公所－萬金教堂         | 台灣捷乘 | 貼心巴士(小黃公車)：萬金線。     |
| 709      | 潮州轉運站－香社福德宮       | 台灣捷乘 | 貼心巴士(小黃公車)：香社線。     |
| 710      | 潮州轉運站－萬安福德祠       | 台灣捷乘 | 貼心巴士(小黃公車)：萬安線。     |
| 733B     | 竹田鄉公所－潮州安泰醫院     | 台灣捷乘 | 貼心巴士(小黃公車)：竹田潮州線。 |
| 736      | 東港轉運站－潮州轉運站       | 台灣捷乘 | 貼心巴士(小黃公車)：崁頂西線。   |
| 736A     | 東港安泰醫院－潮州轉運站     | 台灣捷乘 | 貼心巴士(小黃公車)：崁頂東線。   |
| 1773     | 屏東－恆春                   | 國光客運 |                                  |
| 1780     | 屏東－佳冬－枋寮             | 國光客運 |                                  |
| 8208     | 屏東－萬丹－潮州             | 屏東客運 |                                  |
| 8209     | 潮州－佳佐－來義             | 屏東客運 |                                  |
| 8210     | 潮州－建功                   | 屏東客運 |                                  |
| 8211     | 潮州－九塊厝－餉潭           | 屏東客運 |                                  |
| 8212     | 潮州－武潭                   | 屏東客運 |                                  |
| 8213     | 潮州－過溪仔－東港           | 屏東客運 |                                  |
| 8215     | 潮州－北勢－東港             | 屏東客運 |                                  |
| 8237     | 屏東－內埔－竹田－潮州       | 屏東客運 |                                  |
| 8238     | 屏東－內埔－萬巒－潮州       | 屏東客運 |                                  |
| 8239     | 屏東－內埔－潮州－恆春       | 屏東客運 |                                  |
| 8240     | 潮州－內埔－水門             | 屏東客運 | 例假日停駛。                     |